# Акатлан-де-Осорио
Акатлан-де-Осорио (исп. Acatlán de Osorio) — город и административный центр муниципалитета Акатлан в штате Пуэбла, Мексика. Численность населения, по данным переписи 2010 года, составила 16307 человек.

## Общие сведения
Название Акатлан с языка науатль можно перевести как место тростника, камыша. Осорио было добавлено к названию в честь генерала Хоакина Осорио.
Поселение было основано 6 января 1712 года.
31 марта 1883 года Акатлан получил статус города, и был переименован в Акатлан-де-Осорио.

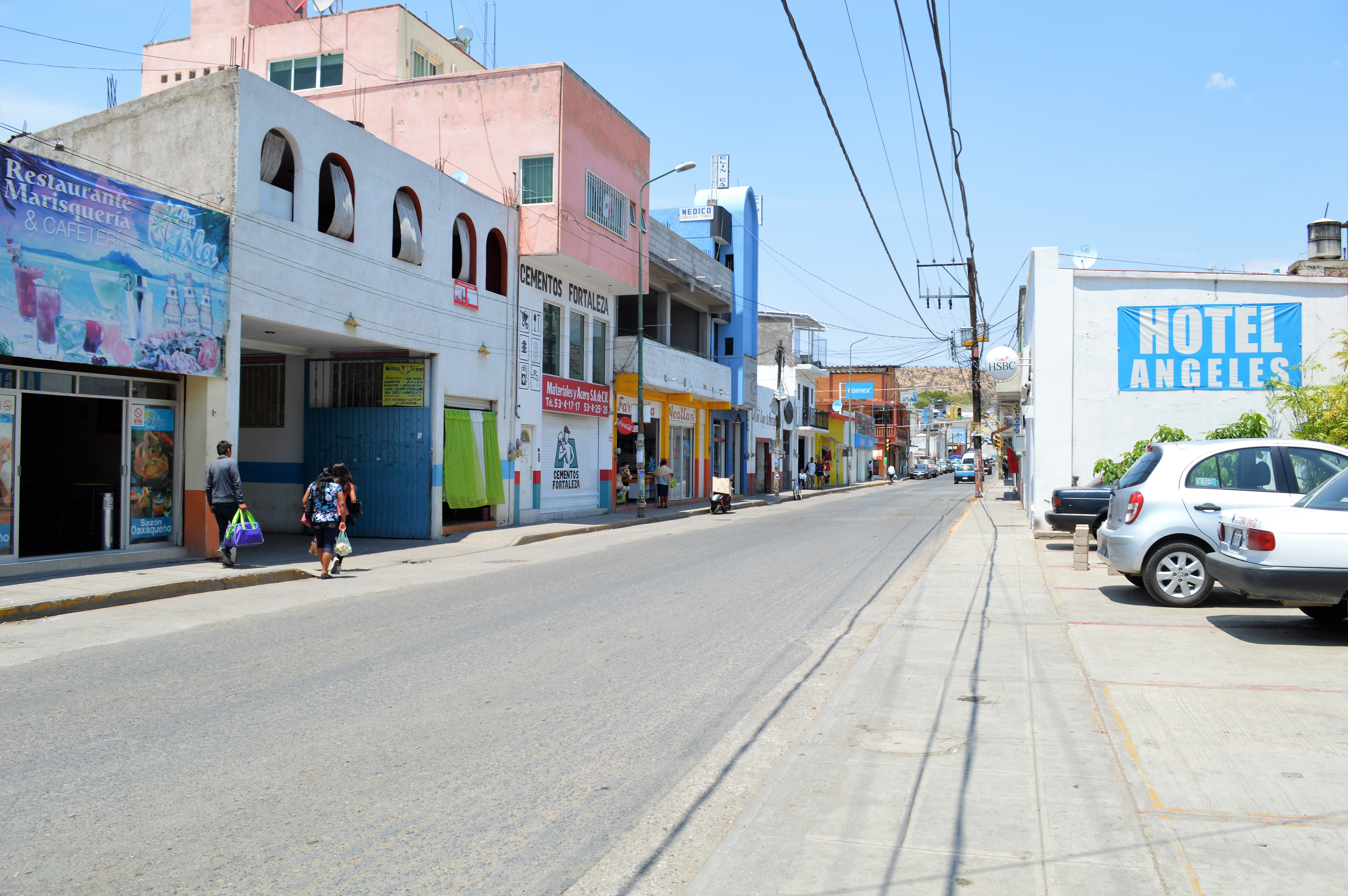
Одна из улиц Акатлан-де-Осорио